# Villa Fontana Colleoni
Villa Fontana Colleoni si trova a Desio, in provincia di Monza e Brianza, in via Santa Maria, appena poche decine di metri a sud della Basilica.

## Storia
La villa ha origini piuttosto antiche, pare intorno al 1460; nata come monastero, venne adattata a residenza signorile solo più tardi, probabilmente nel Seicento, allorché varie famiglie nobili milanesi si trasferirono da Milano a Desio o quanto meno stabilirono qui la propria residenza estiva.
Nel 1725 la villa risulta proprietà del nobile Bernardo Fontana, con giardino privato interno e corte d'onore delimitata dal fabbricato prospiciente solo su due lati; verso il 1860 villa e giardino, già rielaborati nel complesso secondo l'impianto attuale, vengono acquistati dalla famiglia nobile Colleoni, di origine bergamasca.

## Descrizione
La villa attuale è il frutto di vari interventi successivi, volti a migliorare l'abitabilità del primitivo edificio religioso, ampliandolo e riorganizzandolo secondo uno schema a U (peraltro necessariamente non regolare) in modo da richiamare anche nell'iconografia la tipologia più tradizionale delle ville signorili.
I corpi più antichi sono quelli a nord ed a ovest sulla strada, conservanti sostanzialmente la struttura monastica, evidente soprattutto nel loggiato architravato a colonne tuscaniche aperto verso il cortile interno che rispecchia nelle proporzioni dei fornici e nelle forme delle colonne quelle tipiche di vari edifici religiosi rinascimentali minori; così pure in corrispondenza delle sale dietro il portico sussistono ampie cantine voltate con cortine murarie grosse e massicce di sicuro riferimento documentario. 
Nei primi decenni del Settecento fu aggiunta l'ala minore che prosegue a sud oltre il corpo occidentale, la cui destinazione non è certa né agevolmente deducibile date le alterazioni successive, conservandosi ora solo le tracce di un loggiato a tre fornici, murato.
Più consistente fu infine la rielaborazione ottocentesca, con l'aggiunta dell'ala est (e quindi non la configurazione della corte a U) e il riordino degli spazi interni. In tale occasione fu pure delimitato rigorosamente il cortile interno con l'aggiunta di un muro con cancellata centrale assiale.
Fu pure rielaborato il giardino, già parzialmente all'italiana, secondo i nuovi criteri romantici di moda, inserendo anche una torretta belvedere che si affaccia verso la chiesa di Santa Maria.
Un ultimo intervento tardo eclettico coinvolse l'aspetto esteriore della villa, con campitura dell'intonaco in vivace cromatismo in contrasto con le riquadrature intorno alle finestre decorate a motivi geometrici con una sorta di libera interpretazione formale vagamente neorinascimentale.